# Franck Llopis
Pour les articles homonymes, voir Llopis.
 (février 2019).
Si vous disposez d'ouvrages ou d'articles de référence ou si vous connaissez des sites web de qualité traitant du thème abordé ici, merci de compléter l'article en donnant les références utiles à sa vérifiabilité et en les liant à la section « Notes et références ».
Franck Llopis est un distributeur de films, scénariste et réalisateur français. Il est aussi directeur et professeur de cinéma à l'école d'acteurs Côté Cour.

## Biographie
En 1989, Franck Llopis est diplômé dans la spécialisation Réalisateur à l'école de cinéma CLCF. Il crée sa propre boite de production en 1999, les Films à Fleur de Peau[réf. nécessaire]. Il commence par produire des centaines de courts métrages dont certains qu'il réalise et passe au long-métrage en coproduisant en 2006 sa réalisation Paris nord-sud dont il est aussi le scénariste. Toujours la même année, il produit la comédie dramatique Fracassés où Vincent Desagnat et Édouard Montoute campent de jeunes adultes paumés, et où il incarne lui-même le personnage de Fred. L'année suivante, il est producteur délégué pour Asylum, film dans lequel Julien Courbey joue. En 2008, il est professeur de cinéma à Acting international pendant plusieurs années. En 2013, il rejoint l'équipe d'enseignants à l'école d'acteurs Côté Cour ! C'est en 2017, qu'il devient le nouveau directeur de l'école Côté Cour. En parallèle, il continue de gérer sa boîte de production[réf. nécessaire].
Il est membre de l'Académie des césar.

## Filmographie

### Producteur
- 1999 : Terre promise, d'Olivier Parthonnaud (court-métrage)
- 2000 : Match (court-métrage)[1]
- 2000 : Banco, de Patrick Bossard (court-métrage)[2]
- 2001 : Hôtel Paradise, de Patrick Bossard (court-métrage)[3]
- 2005 : La Vieille femme aux dents jaunes, de Fabien Bonali] (court-métrage)[4]
- 2006 : Fracassés, long-métrage avec Vincent Desagnat, Edouard Montoute, Filip Nikolic
- 2006 : Paris Nord Sud, long métrage avec Aurélien Recoing, Laurent Ournac, Yvon Martin
- 2008: Marié(s) ou presque, long-métrage avec Bernard Le Coq, Xavier Deluc, Julien Courbey[5]
- 2010 : L'Étranger, long-métrage avec Aurélien Recoing, Jean-Pierre Martins, Jo Prestia
- 2013 : Inavouables[6]
- 2014 : Débutants[7]
- 2015 : Des pierres en ce jardin[8]
- 2015 : Help, de Frédéric Cerulli [9]
- 2017 : C'est écrit, de Franck Llopis [10]
- 2017 : Falling In/Out of Love, de Dominic Bachy [11]
- 2018 : Pas comme lui, de Franck Llopis [12]
- 2018 : La naissance de Narcisse, de Hugo Parthonnaud [13]
- 2019 : Tends-moi la main, de Franck Llopis [14]
- 2019 : La Berceuse d'Elphie, de Axel Rodriguez-Allibert et Camille Delhommeau [15]
- 2019 : Dans la matinée, de Franck Llopis [16]

### Réalisateur
- 2000 : Pierres et prières (court-métrage)
- 2002 : Le Mal de vivre (court-métrage)
- 2006 : Fracassés, long-métrage avec Vincent Desagnat, Edouard Montoute, Filip Nikolic
- 2006 : Paris Nord Sud, long métrage avec Aurélien Recoing, Laurent Ournac, Yvon Martin
- 2007 : L'Enfileuse de couette (court-métrage)
- 2008 : Marié(s) ou presque, long-métrage avec Bernard Le Coq, Xavier Deluc, Julien Courbey
- 2010 : L'Étranger, long-métrage avec Aurélien Recoing, Jean-Pierre Martins, Jo Prestia
- 2011 : Tu effleureras la fleur (court-métrage)
- 2014 : La Dernière nuit[17]
- 2016 : Futur antérieur
- 2018 : C'est écrit[18]
- 2018 : Pas comme lui
- 2019 : Tends-moi la main
- 2019 : Dans la matinée